# Babina pleuraden
Babina pleuraden là một loài ếch thuộc họ Ranidae. Loài này có ở Trung Quốc và có thể cả Myanma.
Môi trường sống tự nhiên của chúng là đầm nước, đầm nước ngọt, đầm nước ngọt có nước theo mùa, ao, ao nuôi trồng thủy sản, hố lộ thiên, đất có tưới tiêu, đất nông nghiệp có lụt theo mùa, và kênh đào và mương rãnh. Nó không được IUCN xem là loài bị đe dọa.